# Julien Leclercq (poeta)
Julien Leclercq (Armentières, 16 maggio 1865 – Parigi, 31 ottobre 1901) è stato un poeta, scrittore e critico d'arte francese d'ispirazione simbolista.

## Biografia
Joseph Louis Julien Leclercq nacque in una cittadina dell'Alta Francia, presso la frontiera belga. A diciotto anni si trasferì a Parigi e a vent'anni già frequentava le riunioni dei giovani poeti dell'epoca, come il "Cenacolo de La Butte" che aveva sede a Montmartre. Nell'estate del 1889, a soli 24 anni venne nominato redattore della rivista letteraria 
Le Moderniste illustré, assieme al suo amico Gabriel-Albert Aurier. Della rivista uscirono 23 numeri che comprendevano, fra gli altri, dei disegni di Paul Gauguin, ma soprattutto la prima vera critica favorevole all'opera di Vincent Van Gogh
 
Sempre a fianco di Gabriel-Albert Aurier, nel 1890 Leclercq fu anche co-fondatore della rivista
La Seconde Pléiade, dalla quale rinascerà il Mercure de France, e che ebbe come direttore Alfred Vallette. Leclercq si occupò in particolare del necrologio di Van Gogh, che era morto alla fine di luglio di quell'anno (1890). 
Nello stesso periodo (1890) pubblicò un lavoro teatrale in tre atti: La Vie sensible per le edizioni del Mercure de France, e subito dopo (1891) la raccolta di poesie intitolata Strophes d’amants cui seguì un'opera dedicata allo scrittore e poeta Paul-Napoléon Roinard.
Il 31 dicembre di quell'anno sfidò a duello con la spada Rodolphe Darzens. Leclercq, infatti, avendo chiesto in moglie la sorella di Darzens, si era visto richiedere perentoriamente un certificato medico che attestasse che egli non era un pederasta e i due erano venuti alle mani.. Testimoni di Leclercq al duello furono Jules Renard — che riportò l'episodio sul suo "Giornale" — e il pittore Paul Gauguin.

## La passione per l'arte
Leclercq sposò Fanny Flodin-Gustavson (1868-1954), pianista finlandese. Nel 1898 ella fu chiamata in patria per un recital pianistico. Approfittando di questa trasferta professionale, Leclercq la seguì per partecipare all'organizzazione di mostre d'arte contemporanea itineranti, che dovevano tenersi in tutta la Scandinavia. In questo lavoro fu aiutato dalla sorella di Fanny, Hilda, scultrice.
Nel marzo del 1901, organizzò a Parigi la prima mostra di collezioni private di quadri di van Gogh e ne acquistò undici a Johanna van Gogh, la vedova di Theo van Gogh. In quell'occasione collaborò attivamente con Johanna per ottenere il prestito delle varie tele da parte dei proprietari. Fra i visitatori della mostra vi fu il collezionista, critico e mercante d'arte tedesco Paul Cassirer, che farà in seguito conoscere ai suoi compatrioti l'opera del pittore olandese, durante le diverse esposizioni che si tennero a Berlino. 
Leclercq, in diverse sedi e in diverse occasioni scrisse numerosi giudizi di critica d'arte sui maggiori pittori dell'epoca. Tali giudizi, quasi sempre positivi, sono spesso riportati in elenchi o in raccolte che provano il suo interesse sempre vivo per l'arte e la personalità degli artisti.
Julien Leclercq morì a Parigi il 31 ottobre 1901, all'età di 36 anni. Le cause della sua morte subitanea non sono note.

## Opere principali
- La Vie Sensible, pièce in 3 atti, edizione Mercure de France
- Strophes d'amant, prefazione di G. Albert Aurier, 1891
- Dialogue platonicien sur l'antisémitisme : Morès et Drumont jugés par Socrate. Morès à l'Hippodrome, Stamperia dei "Saggi d'arte libera", 1892
- Les Sept sages et la jeunesse contemporaine, 2ª edizione, Editore A.-L. Charles, Parigi, 1892
- La Physionomie : visages et caractères : quatre-vingt-cinq portraits contemporains d'après les principes d'Eugène Ledos. Edizioni Larousse, 1896

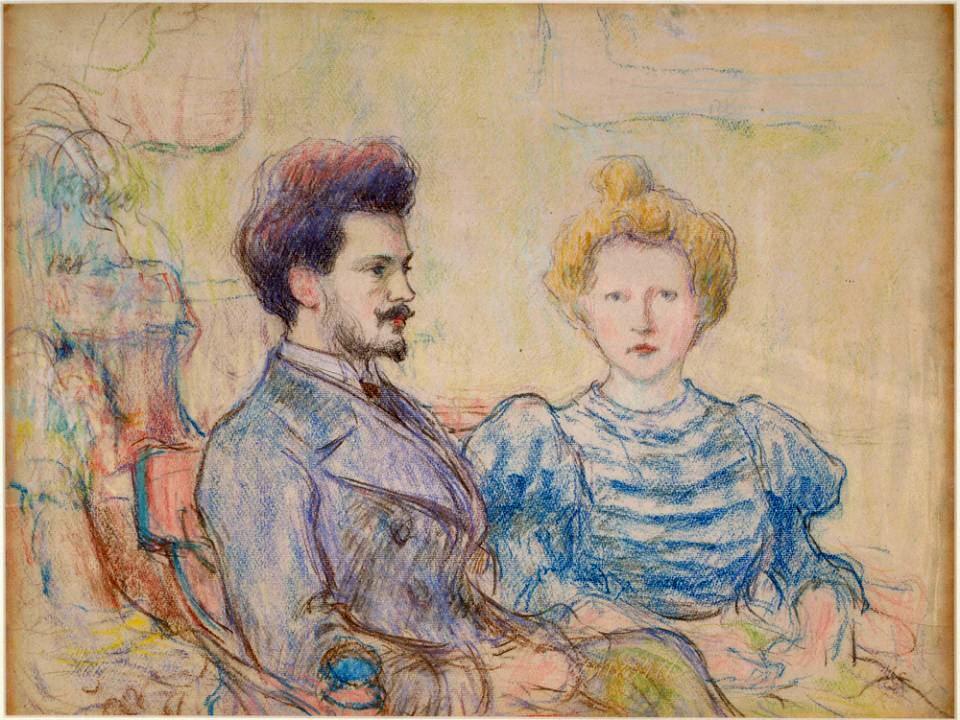
Julien Leclercq e sua moglie Ritratto di Claude-Émile Schuffenecker, 1898